# Tiếng Brokkat
Tiếng Brokkat (tiếng Dzongkha: བྲོཀ་ཁ་; Wylie: Brok-kha; cũng được gọi là "Brokskad" và "Jokay") là một ngôn ngữ Tạng đang bị đe dọa được nói bởi khoảng 300 người tại làng Dhur ở thung lũng Bumthang của huyện Bumthang, miền trung Bhutan. Người nói tiếng Brokkat là những hậu duệ của những người mục súc chăn nuôi yak.